# NGC 264
NGC 264 ist eine linsenförmige Galaxie im Sternbild Bildhauer, welche etwa 221 Millionen Lichtjahre von der Milchstraße entfernt ist.
Die Galaxie NGC 264 wurde am 30. August 1834 von dem britischen Astronomen John Frederick William Herschel entdeckt.